# Jono Brauer
Jonathon Brauer detto Jono (Sydney, 26 settembre 1981) è un ex sciatore alpino australiano.

## Biografia
Originario di Thredbo e attivo in gare FIS dall'agosto del 1996, in Australia New Zealand Cup Brauer esordì il 19 agosto 1996 a Thredbo in slalom gigante (22º), ottenne il primo podio il 1º settembre 2000 a Coronet Peak nella medesima specialità (2º) e la prima vittoria il 4 settembre successivo a Mount Buller sempre in slalom gigante. Esordì in Coppa del Mondo il 25 novembre 2001 ad Aspen in slalom speciale, senza completare la gara, e ai Campionati mondiali a Sankt Moritz 2003, dove si classificò 43º nello slalom speciale e non completò lo slalom gigante.
Nel 2006 ottenne il miglior piazzamento in Coppa del Mondo, il 3 febbraio a Chamonix in supercombinata (14º), e ai successivi XX Giochi olimpici invernali di Torino 2006, sua prima presenza olimpica, non completò né lo slalom speciale né la combinata. In Australia New Zealand Cup (trofeo che si aggiudicò cinque volte: nel 2001, nel 2002, nel 2003, nel 2005 e nel 2007) ottenne l'ultima vittoria il 20 settembre 2006 a Whakapapa in slalom speciale e l'ultimo podio l'11 settembre 2008 a Mount Hutt in supergigante (2º).
Nel 2009 prese per l'ultima volta il via in Coppa del Mondo, il 16 gennaio a Wengen in supercombinata senza completare la gara, e ai successivi Mondiali di Val-d'Isère, sua ultima presenza iridata, si classificò 31º nello slalom gigante e non completò lo slalom speciale. Ai XXI Giochi olimpici invernali di Vancouver 2010, sua ultima presenza olimpica, si classificò 39º nella discesa libera e 30º nel supergigante; si ritirò all'inizio della stagione 2010-2011 e la sua ultima gara in carriera fu lo slalom gigante dei Campionati australiani juniores 2011, disputato il 10 agosto a Thredbo e chiuso da Brauer al 6º posto.

## Palmarès

### Coppa del Mondo
- Miglior piazzamento in classifica generale: 117º nel 2006

### Coppa Europa
- Miglior piazzamento in classifica generale: 54º nel 2006
- 1 podio:
  - 1 vittoria

#### Coppa Europa - vittorie
| Data            | Località     | Paese   | Specialità |
| --------------- | ------------ | ------- | ---------- |
| 11 gennaio 2006 | Hinterstoder | Austria | SL         |

Legenda:

SL = slalom speciale

### Nor-Am Cup
- Miglior piazzamento in classifica generale: 29º nel 2002
- 1 podio:
  - 1 vittoria

#### Nor-Am Cup - vittorie
| Data         | Località     | Paese       | Specialità |
| ------------ | ------------ | ----------- | ---------- |
| 2 marzo 2002 | Sunday River | Stati Uniti | SL         |

Legenda:

SL = slalom speciale

### Australia New Zealand Cup
- Vincitore dell'Australia New Zealand Cup nel 2001, nel 2002, nel 2003, nel 2005 e nel 2007
- Vincitore della classifica di supergigante nel 2007
- Vincitore della classifica di slalom gigante nel 2001, nel 2003, nel 2004 e nel 2005
- Vincitore della classifica di slalom speciale nel 2001, nel 2002, nel 2003, nel 2004, nel 2005, nel 2006 e nel 2007
- Vincitore della classifica di combinata nel 2007
- 45 podi:
  - 28 vittorie
  - 13 secondi posti
  - 4 terzi posti

#### Australia New Zealand Cup - vittorie
| Data              | Località      | Paese         | Specialità |
| ----------------- | ------------- | ------------- | ---------- |
| 4 settembre 2000  | Mount Buller  | Australia     | GS         |
| 5 settembre 2000  | Mount Buller  | Australia     | GS         |
| 7 settembre 2000  | Mount Buller  | Australia     | SL         |
| 9 settembre 2001  | Thredbo       | Australia     | SL         |
| 9 settembre 2001  | Thredbo       | Australia     | SL         |
| 12 agosto 2002    | Thredbo       | Australia     | GS         |
| 15 agosto 2002    | Thredbo       | Australia     | SL         |
| 29 agosto 2002    | Whakapapa     | Nuova Zelanda | SL         |
| 29 agosto 2002    | Whakapapa     | Nuova Zelanda | SL         |
| 30 agosto 2002    | Whakapapa     | Nuova Zelanda | GS         |
| 18 agosto 2003    | Perisher Blue | Australia     | SL         |
| 19 agosto 2003    | Perisher Blue | Australia     | SL         |
| 12 settembre 2003 | Turoa         | Nuova Zelanda | GS         |
| 16 agosto 2004    | Thredbo       | Australia     | GS         |
| 17 agosto 2004    | Thredbo       | Australia     | GS         |
| 18 agosto 2004    | Thredbo       | Australia     | SL         |
| 19 agosto 2004    | Thredbo       | Australia     | SL         |
| 6 settembre 2004  | Whakapapa     | Nuova Zelanda | SL         |
| 7 settembre 2004  | Whakapapa     | Nuova Zelanda | SL         |
| 9 settembre 2004  | Whakapapa     | Nuova Zelanda | GS         |
| 23 settembre 2005 | Turoa         | Nuova Zelanda | SL         |
| 27 agosto 2006    | Coronet Peak  | Nuova Zelanda | SL         |
| 13 settembre 2006 | Mount Hutt    | Nuova Zelanda | SG         |
| 13 settembre 2006 | Mount Hutt    | Nuova Zelanda | SC         |
| 14 settembre 2006 | Mount Hutt    | Nuova Zelanda | SG         |
| 14 settembre 2006 | Mount Hutt    | Nuova Zelanda | SC         |
| 19 settembre 2006 | Whakapapa     | Nuova Zelanda | SL         |
| 20 settembre 2006 | Whakapapa     | Nuova Zelanda | SL         |

Legenda:

SG = supergigante

GS = slalom gigante

SL = slalom speciale

SC = supercombinata

### Campionati australiani
- 8 medaglie:
  - 5 ori (slalom speciale nel 2003; slalom gigante nel 2005; slalom gigante, slalom speciale nel 2007; slalom gigante nel 2011)
  - 3 argenti (slalom gigante nel 2002; slalom speciale nel 2005; slalom gigante nel 2006)